# Photostomias atrox
Photostomias atrox är en fiskart som först beskrevs av Alcock, 1890.  Photostomias atrox ingår i släktet Photostomias och familjen Stomiidae. Inga underarter finns listade i Catalogue of Life.